# Cardiophorus guayote
Cardiophorus guayote is een keversoort uit de familie kniptorren (Elateridae). De wetenschappelijke naam van de soort is voor het eerst geldig gepubliceerd in 1994 door Wurst & Cate.